# Comité de Urgencia Antirrepresión Homosexual
El Comité de Urgencia Antirrepresión Homosexual (en francés: Comité d'urgence anti-répression homosexuelle, CUARH) fue una «estructura de coordinación de grupos homosexuales» francesa creada en 1979 y desaparecida en 1987.

## Historia

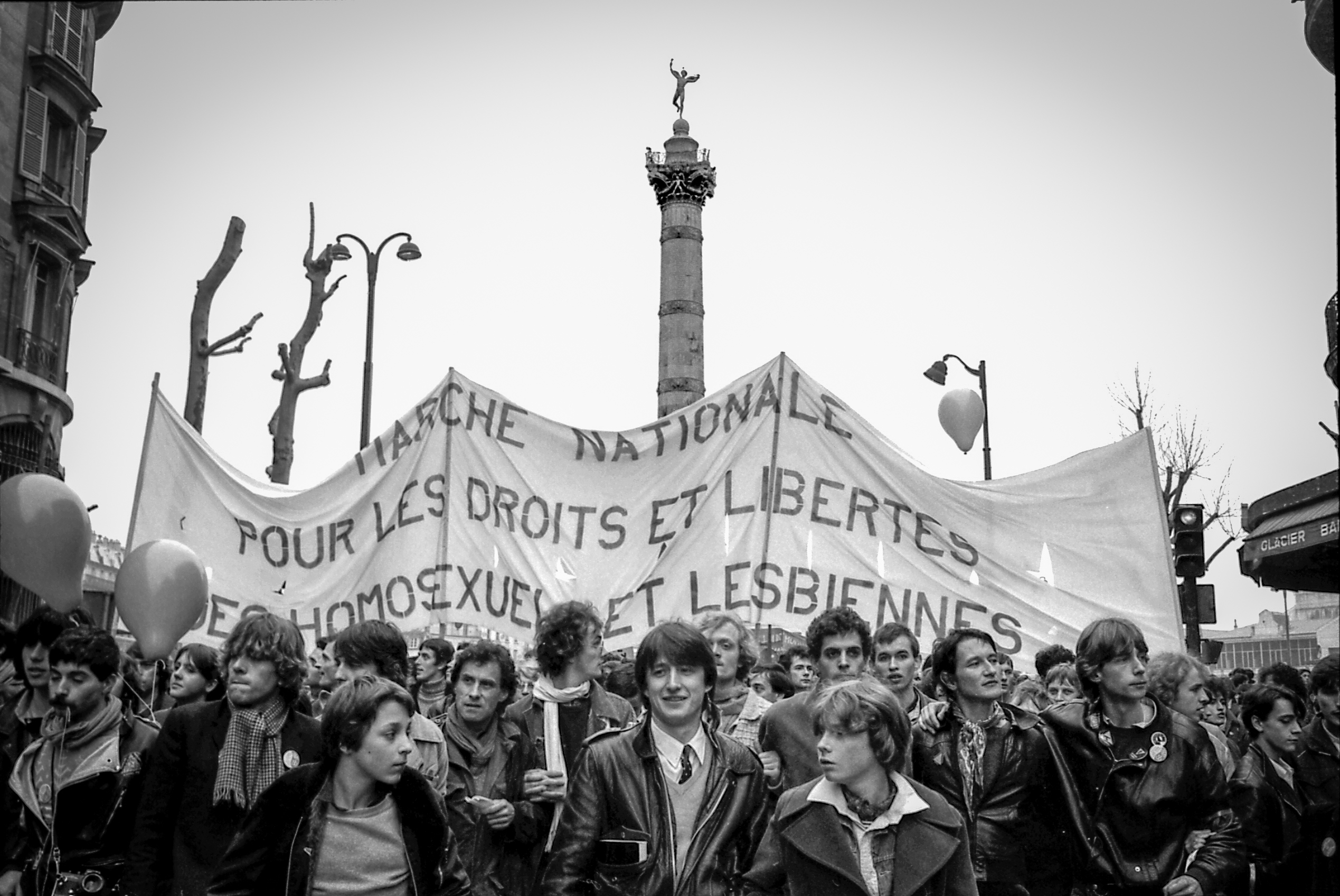
La primera «Marcha nacional por los derechos y libertades de los homosexuales y lesbianas», organizada por el CUARH el 4 de abril de 1981 en París.

El CUARH fue creado durante las primeras universidades de verano homosexuales, relanzadas bajo el nombre de Universidades de Verano Euromediterráneas de las Homosexualidades. Fue creado por, entre otros, Geneviève Pastre, Hervé Liffran, Mélanie Badaire, Jan-Paul Pouliquen y Jacques Fortin. En 1980, reunió a varias asociaciones homosexuales a menudo mixtas, tales como los Grupos de Liberación Homosexual (GLH), David y Jonathan, Beit Haverim, el Centro de Cristo Liberador, el Movimiento de Información y de Expresión de las Lesbianas (MIEL), etc.

### Objetivos
Su objetivo fue luchar contra la homofobia y la discriminación, tanto legal como en el empleo. Reivindicó que se igualase la edad de consentimiento sexual para relaciones homosexuales, de 18 años, a la vigente para relaciones heterosexuales, de 15 años. También pretendió la supresión de archivos policiales de personas homosexuales, y se manifestó en solidaridad con personas que hubieran perdido su empleo por su homosexualidad. Además, reclamó que se eliminase la clasificación de la homosexualidad entre los trastornos mentales en la clasificación internacional de enfermedades (CIE-9) de la OMS.[cita requerida]

### Acciones
A través de manifestaciones y una petición nacional en 1980, contribuyó a incitar al Partido Socialista francés a tomar una posición. 
El 4 de abril de 1981, el CUARH convocó en París una «Marcha nacional por los derechos y libertades de los homosexuales y las lesbianas». Secundada por unas 10 000 personas, fue la mayor manifestación homosexual hasta entonces en Francia. Después del éxito de esta marcha, el CUARH organizó el 19 de junio de 1982 una nueva «Marcha nacional homosexual y lesbiana», considerada como el primer Día del Orgullo Gay de Francia.
Estas movilizaciones dieron lugar a algunas victorias políticas, como la derogación del apartado discriminatorio del artículo 331 del Código Penal el 4 de agosto de 1982.

### Publicación
A partir de noviembre de 1980, el CUARH publicó cada mes la revista Homophonies. Al principio, la red militante se encargó de su la difusión, pero la revista emprendió el vuelo al llegar a los quioscos de París (n.º 19, mayo de 1982) y posteriormente de toda Francia (n.º 28, febrero de 1983).[cita requerida] Dejó de publicarse en febrero de 1987.